# Pineland (Texas)
Pineland is een plaats (city) in de Amerikaanse staat Texas, en valt bestuurlijk gezien onder Sabine County.

## Demografie
Bij de volkstelling in 2000 werd het aantal inwoners vastgesteld op 980.
In 2006 is het aantal inwoners door het United States Census Bureau geschat op 915, een daling van 65 (-6.6%).

## Geografie
Volgens het United States Census Bureau beslaat de plaats een oppervlakte van
5,3 km², waarvan 5,1 km² land en 0,2 km² water.

## Plaatsen in de nabije omgeving
De onderstaande figuur toont nabijgelegen plaatsen in een straal van 36 km rond Pineland.